# Pseudogobiopsis tigrellus
Pseudogobiopsis tigrellus är en fiskart som först beskrevs av Nichols, 1951.  Pseudogobiopsis tigrellus ingår i släktet Pseudogobiopsis och familjen smörbultsfiskar. IUCN kategoriserar arten globalt som otillräckligt studerad. Inga underarter finns listade i Catalogue of Life.